# Henri Speville
Henri Speville (Mauricio, 1 de noviembre de 1971) es un exfutbolista de Mauricio que jugaba en la posición de defensa.

## Carrera

### Club
| Periodo   | Club               |
| --------- | ------------------ |
| 1991-2000 | Fire Brigade SC    |
| 2000–2001 | Olympique de Moka  |
| 2001–2006 | AS Port-Louis 2000 |
| 2006–2010 | Pamplemousses SC   |

### Selección nacional
Jugó para Mauricio en 72 ocasiones de 1995 a 2007 y anotó un gol, participó en seis ediciones de la Copa COSAFA y en tres ediciones de los Juegos del Océano Índico.

## Logros
- Liga Premier de las islas Mauricio (9): 1992–93, 1993–94, 1998–99, 2001, 2002, 2003, 2003/04, 2004/05, 2010
- Copa de Mauricio (8): 1991, 1994, 1995, 1997, 1998, 2002, 2005, 2009
- Copa de la República de Mauricio (7): 1991, 1995, 1999, 2001, 2004, 2005, 2010